# (374) Бургундия
(374) Бургундия (фр. Bourgogne) — небольшой астероид главного пояса, который принадлежит к светлому спектральному классу S и входит в состав семейство Гефьён. Он был открыт 18 сентября 1893 года французским астрономом Огюстом Шарлуа в обсерватории Ниццы и назван в честь Бургундии, исторического региона на востоке Франции.

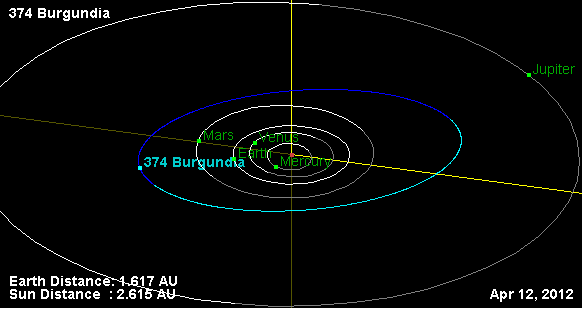
Орбита астероида Бургундия и его положение в Солнечной системе